# Antoni Szymaniuk

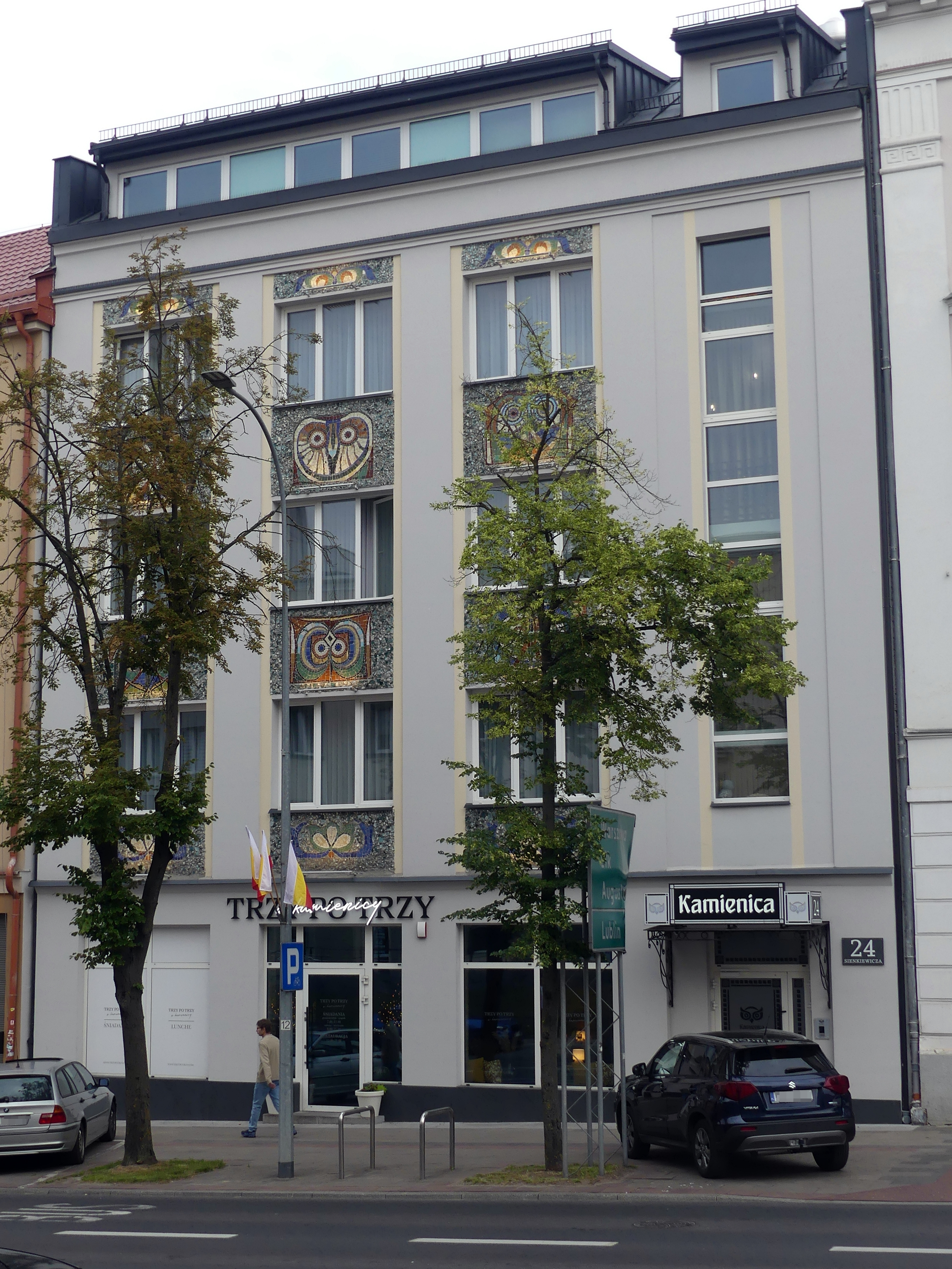
Mozaika autorstwa Antoniego Szymaniuka na fasadzie kamienicy, ul. Sienkiewicza 24, Białystok

Antoni Szymaniuk (ur. 1921 w Białymstoku, zm. 1 czerwca 1994 tamże) – polski artysta plastyk, malarz.

## Życiorys
Pochodził z rodziny robotniczej, uczęszczał do białostockiego Liceum im. Zygmunta Augusta, gdzie zajęcia z rysunku prowadził malarz Józef Zimmerman, który wywarł ogromny wpływ na Antoniego Szymaniuka. Po 1945 rozpoczął studia w Państwowej Wyższej Szkole Sztuk Plastycznych w Gdańsku, uczestniczył tam w odbudowie Starego i Głównego Miasta. Wyspecjalizował się w tworzeniu malarstwa ściennego, sgraffito jego autorstwa ozdobiło siedem kamienic przy ulicy Długiej. W 1958 powrócił do Białegostoku, gdzie zajął się tworzeniem malarstwa monumentalnego tworzonego poprzez stosowane techniki sgraffito, mozaiki i fresku. Uczestniczył w plenerach malarskich, od 1965 cyklicznie w Plenerach Białowieskich. Zajmował się organizacją wystaw muzealnych, aranżował ekspozycje i wernisaże.